# Legge di de Vaucouleurs
La legge di de Vaucouleurs, nota anche come profilo di de Vaucouleurs o {\displaystyle R^{\frac {1}{4}}}-profile o modello di de Vaucouleurs (dal nome di Gérard de Vaucouleurs, che per primo l'ha formulata nel 1948), descrive come varia la brillanza superficiale {\displaystyle I}, misurata in mag/arcsec2, di una galassia ellittica in funzione della distanza {\displaystyle R} dal centro galattico:
{\displaystyle \ln {I(R)}=\ln I_{0}-kR^{1/4}}
dove {\displaystyle I_{0}=I(R=0)}.
Definendo il raggio effettivo {\displaystyle R_{e}} come il raggio della curva contenente metà della luminosità (cioè il raggio del disco interno che contribuisce per metà alla luminosità della galassia), la legge di de Vaucouleurs può essere scritta come:
{\displaystyle \ln {\left[{\frac {I(R)}{I(R_{e})}}\right]}=-7{,}669\left[\left({\frac {R}{R_{e}}}\right)^{\frac {1}{4}}-1\right]}
{\displaystyle \log _{10}{\left[{\frac {I(R)}{I(R_{e})}}\right]}=3{,}3307\left[\left({\frac {R}{R_{e}}}\right)^{\frac {1}{4}}-1\right]}
passando da una all'altra tramite la formula del cambiamento di base dei logaritmi, oppure
{\displaystyle I(R)=I_{e}e^{-7{,}669\left[\left({\frac {R}{R_{e}}}\right)^{\frac {1}{4}}-1\right]}=I_{e}{10}^{-3{,}3307\left[\left({\frac {R}{R_{e}}}\right)^{\frac {1}{4}}-1\right]}}
dove {\displaystyle I_{e}} è la brillanza superficiale a distanza {\displaystyle R_{e}}. Questo può essere confermato notando che la luminosità totale è
{\displaystyle L=\int _{0}^{+\infty }I(r)2\pi r\,dr=2\int _{0}^{R_{e}}I(r)2\pi r\,dr}
La legge di de Vaucouleurs rappresenta un caso particolare del modello di Sérsic, con indice di Sérsic {\displaystyle n=4}.
Altre leggi di densità che riproducono in modo approssimato il modello di de Vaucouleurs, una volta proiettato nel cielo, sono i modelli di Jaffe e di Dehnen.
La legge di de Vaucouleurs è in realtà un modello empirico, ma dopo la sua formulazione nel corso del XX secolo è entrata nell'uso astronomico con il nome di "legge".